# A keresztapa
A keresztapa Mario Puzo amerikai író regénye, mely eredetileg 1969-ben jelent meg a G. P. Putnam's Sons kiadónál. Egy kitalált szicíliai maffiacsalád történetét meséli, kik az USA-ban telepedtek le. A család feje Don Vito Corleone, aki az olasz maffia szinonimája lett. A regény az 1945-től 1955-ig terjedő időszakot fedi le, valamint betekintést nyújt Vito Corleone háttértörténetébe, gyermekkorának kezdeteitől felnőttkoráig. A könyv olyan szavakkal gazdagította a köznyelvet, mint a consigliere, a caporegime, a Cosa Nostra, és az omertà. 
1978-ban a Rakéta regényújságban sorozatként jelent meg először magyar nyelven, a fordító nem ismert. 1989-ben (más források szerint 1990-ben) Vándor Vera ismét lefordította magyar nyelvre.[forrás?]

## Főbb szereplők
A Corleone-család pátriárkája Vito Corleone, kinek családneve a szicíliai Corleone városát idézi fel. Hasonlóan Corleone anyjának leánykori nevéhez, mely Corigliano, és a calabriai Corigliano Calabro városról kapta; a terület a 'Ndrangheta ténykedéséről ismert. Vitonak négy gyermeke van: Santino Corleone („Sonny”), Frederico Corleone („Fredo”), Michael Corleone („Mike”) és Constanzia Corleone („Connie”). Továbbá van egy nem hivatalosan örökbe fogadott fia, Tom Hagen, aki a Corleonék consiglieréje lett. Vito Corleone egy híres énekes és filmsztár, Johnny Fontane keresztapja. A keresztapa a címben alapvetően Vitora vonatkozik. Azonban a történet központi szereplője valójában Michael, és a regény fő témája Michael végzete, hogy makacs elhatározása ellenére elfoglalja apja helyét a család fejeként. Ennél fogva többek szerint Michael igazából a címszereplő.
Fontos szerephez jut még Connie férje, Carlo Rizzi, valamint Michael feleségei, Apollonia Vitelli-Corleone és Kay Adams. A család, mint szervezet tagjai még a két caporegime, Peter Clemenza („Pete”) és Salvatore Tessio („Sal”), Rocco Lampone, valamint a Corleonék legfőbb fegyverei Luca Brasi és Albert Neri („Al”). A család barátai, és bár a filmben nem szerepel, a könyv szerves részét képezi Johnny Fontane gyermekkori barátja, Nino Valenti, Sonny szeretője, Lucy Mancini, és a Las Vegas-i sebészorvos és abortőr, dr. Jules Segal története. A film első mondatait Amerigo Bonasera mondja, a regény is az ő nevével kezdődik.
A Corleone-család ellenfelei között jelentősek Virgil Sollozzo („A Török”), kábítószercsempész, Mark McCluskey korrupt rendőrkapitány valamint az ellenséges család feje Philip Tattaglia , a háta mögött pedig a fő ellenség, Barzini, aki szövetségre lépett A Törökkel, Sollozzo-val.

### A családok
A New York-i uralkodó Öt Család:
- Stracci-család
- Tattaglia-család
- Corleone-család
- Cuneo-család
- Barzini-család.

Létezik még a Bocchicchio-család New Yorkban, mely nem vesz részt erőszakos ügyekben vagy illegális üzletekben, hanem a békét biztosítják az összes család között. Tíz további jelentős maffiacsalád is van szerte az országban:
- Tramonti-család – Florida
- Zaluchi-család – Detroit
- Falcone-család – Los Angeles
- Molinari-család – San Francisco
- Panza-család – Boston
- Forlenza-család – Cleveland
- Capone-család –.Chicago

## Adaptációk

### Filmtrilógia
1972-ben mutatták be a regényből készült filmet Marlon Brando (Don Vito Corleone) és Al Pacino (Michael Corleone) főszereplésével, Francis Ford Coppola rendezésében. Mario Puzo részt vett a forgatókönyv megírásában és egyéb produkciós feladatokban. A film nagyjából 134 millió dollárt zsebelt be, és számos különböző díjat nyert el; többek között három Oscar-díjat, öt Golden Globe-díjat és egy Grammy-díjat. Minden idők egyik legnagyobb filmjének tartják. A folytatás, A Keresztapa II. 6 Oscart nyert, és az első második rész lett, mely megkapta a legjobb film díját. A harmadik rész 1990-ben debütált.
A film legtöbb helyen egyezik a művel, de kihagy néhány részletet, mint néhány szereplő bővebb háttértörténetét. Ezen részletek egy részét megfilmesítették, és a későbbi verziók tartalmazták őket, mint A Keresztapa Saga. A Johnny Fontaine hollywoodi történetét tartalmazó mellékszálat nem rögzítették. A legnagyobb különbség az, hogy a regény sokkal vidámabb befejezést kapott, melyben Kay Corleone beletörődve elfogadja Michael döntését, miszerint átveszi apja üzletét. A film ezzel ellentétben, Kay borzasztó felismerésével zárul, hogy mit tett Michael.

### Játékok
Az Electronic Arts videójáték-fejlesztő és -kiadó jelentette meg A Keresztapa videójáték adaptációját 2006. március 21-én. A játékos a Corleone-család egy „katonájának” bőrébe bújik. Halálát megelőzően Marlon Brando elkezdte a szinkronmunkálatokat Viton, melyet végül használhatatlannak ítéltek, és Brando hangimitátora adta hangját a szereplőhöz. Francis Ford Coppola 2005 áprilisában azt mondta, hogy nincs információja a Paramount döntéséről, hogy engedélyezi-e a játék elkészítését, és ő nem hagyja jóvá. Al Pacino megtagadta a közreműködést, és vonásait lecserélték egy más ábrázolású Michael Corleonére.
Egy, a filmet alapul vevő táblajáték is a boltokba került.

## Magyarul
- A Keresztapa; ford. Vándor Vera; Magvető, Bp., 1989

## Folytatások
2004-ben adta ki a Random House Puzo A keresztapájának folytatását, A keresztapa visszatér címmel Mark Winegardner írótól. Winegardner újabb folytatása, A keresztapa bosszúja 2006-ban jelent meg. Ezek a művek Puzo regényének történetét folytatják. Nem mondanak ellent a filmek cselekményének, és olvashatóak tőle függetlenül, vagy tekinthetünk rájuk a filmek kiegészítéseként.
A keresztapa visszatér közvetlen Puzo A keresztapájának végén veszi át a történetet. Az 1955 és 1962 közötti időszakban játszódik, valamint jelentős háttér-információkat nyújt Michael Corleone karakterével kapcsolatban, az első regényt megelőző eseményekből. A Keresztapa II. eseményei mind ennek a regénynek az idejében történnek, de csak a háttérben említik őket.
A regény tartalmaz egy olyan adalékot, mely kísérletet tesz a regények és a filmek eseményeinek összefüggésbe hozására. A regények és a filmek érdekes módon illeszkednek össze.
A keresztapa bosszúja az 1963-as és 1964-es éveket fedi.
Puzo szokását átvéve, ahogy azt A keresztapában is láthattuk, olyan szereplőket is felsorakoztat, kik közel állnak a valós események és közismert személyek analógiájához (mint Johnny Fontane Frank Sinatra analógiája). Winegardner két keresztapa-regényében Joseph, John F. és Robert F. Kennedy (a Shea-család), és az állítólagos szervezési bűnözési figura, Carlos Marcello (Carlo Tramonti) analógiájára írt. A keresztapa bosszújában Winegardner jó pár szervezett bűnözési letartóztatást megírt Apalachinban (New York), 1957-ben.
Winegardner Puzo regényének összes szereplőjét felhasználta, és néhány sajátot is alkotott. A leginkább megjegyzendő Nick Geraci, egy Corleone-katona, kinek szerepe a két folytatásban legalább olyan fontos, mint a Puzo-alkotta szereplőknek. Winegardner tovább fejlesztette Puzo olyan karaktereit, mint Fredo Corleone, Tom Hagen és Johnny Fontane.
Magyarul
- Mark Winegardnerː A Keresztapa visszatér. Mario Puzo regényhőseinek további története; ford. Komáromy Rudolf; Geopen, Bp., 2005
- Mark Winegardnerː A Keresztapa bosszúja. Mario Puzo regényhőseinek újabb története; ford. Komáromy Rudolf; Geopen, Bp., 2007
- Ed Falcoː A Corleone család; Mario Puzo forgatókönyve alapján, ford. Komáromy Rudolf; Geopen, Bp., 2012

### A szicíliai
A szicíliai egy másik Puzo regény, melyben megjelenik Michael Corleone mellékszereplőként. 1984-ben adták ki. A regény Michael Szicíliában töltött két évének végén játszódik, és a cselekmény egy valós bandita, Salvatore Giuliano történetén alapul.
Magyarul
- A szicíliai. Regény; ford. Schéry András, Falvay Mihály; Európa, Bp., 1990

## Fordítás
- Ez a szócikk részben vagy egészben  a   The Godfather (novel) című angol Wikipédia-szócikk ezen változatának fordításán alapul.  Az eredeti cikk szerkesztőit annak laptörténete sorolja fel. Ez a jelzés csupán a megfogalmazás eredetét és a szerzői jogokat jelzi, nem szolgál a cikkben szereplő információk forrásmegjelöléseként.